# BTR-50
O BTR-50 (БТР significa Бронетранспортер, traduzido como "transportador blindado") é um veículo de transporte de tropas desenvolvido pela União Soviética. Ele é baseado no tanque PT-76. Este blindado, ao contrário de outros do seu tipo, não possui rodas, mas sim lagartas.
Este blindado viu vários combates ao longo de sua história, especialmente no Oriente Médio. Enquanto União Soviética e outros países do Pacto de Varsóvia preferiam os modelos BMP, as nações árabes o usaram largamente, especialmente Egito, Síria e Iraque.